# Coupe d'Algérie de football 1997-1998
 (janvier 2024).
Si vous disposez d'ouvrages ou d'articles de référence ou si vous connaissez des sites web de qualité traitant du thème abordé ici, merci de compléter l'article en donnant les références utiles à sa vérifiabilité et en les liant à la section « Notes et références ».
Navigation
Coupe d'Algérie
1996-1997 Coupe d'Algérie
1998-1999
La Coupe d'Algérie de football 1997-1998 voit la victoire du WA Tlemcen, qui bat le MC Oran en finale.
C'est la 1re Coupe d'Algérie remportée par le WA Tlemcen et c'est la 5e fois que le MC Oran atteint la finale de cette compétition.

## Trente deuxième de finale
Les matchs des trente deuxième de finale se sont joués le lundi 16 mars 1998,
| #  | Club 1                       | Résultat                   | Club 2                 | Buteurs                                                | Date                                           | Stade                                       |
| -- | ---------------------------- | -------------------------- | ---------------------- | ------------------------------------------------------ | ---------------------------------------------- | ------------------------------------------- |
| 1  | JS Bordj Menaïl              | 0 - 1 a.p                  | US Chaouia             | Boussaada 100e                                         | 16/03/98 à 14 h00                              | à Bordj Menaïl (Stade saleh takdjerad)      |
| 2  | USM Aïn Beïda                | 1 - 0                      | IRB Sougueur           |                                                        | 16/3/98 14h00                                  | à Aïn Beïda                                 |
| 3  | WRB S'haoula                 | 1 - 0                      | CR Belouizdad          | Berguiga 74e                                           | 16/3/98 à 14h00                                | Stade communal chahid rebbache de Saoula.   |
| 4  | JSM Tiaret                   | 4 - 1                      | WA Boufarik            | Benmaamar 25. Meftahi 46. Benhamou 74.86 / Saib 38(sp) | 18/3/98 à 14h00                                | Stade Ahmed-Kaïd (OPOW Tiaret)              |
| 5  | USM Khenchela (D4)           | 0 - 0                      | MC Alger               | t.a.b (4-3)                                            | 16/3/98 à 14h00                                | Stade chahid hemmam amar de Khenchela       |
| 6  | CS Souk Naamane              | 4 - 1                      | GC Mascara             |                                                        | 16/03/98 à 14 h00                              | à Chelghoum Laïd                            |
| 7  | CR Beni-Thour                | 0 - 3                      | ES Mostaganem          |                                                        | 16/03/98 à 14 h00                              | Stade Communal de Ouargla                   |
| 8  | CR Temouchent                | 0 - 1                      | MO Constantine         | Berrahou 78e                                           | 16/03/98 à 14 h00                              | à Aïn Temouchent (stade embarek boucif)     |
| 9  | AS Khroub                    | 1 - 1 (t.a.b HAC)          | Hydra AC               |                                                        | 16/03/98 à 14 h00                              | à Khroub                                    |
| 10 | IRB Laghouat                 | 5 - 2                      | ES Berrouaghia         |                                                        | 16/03/98 à 14 h00                              | Stade de Laghouat                           |
| 11 | IR Ouled Naïl                | 0 - 2                      | USM Annaba             |                                                        | 16/03/98 à 14 h00                              | OPOW Djelfa                                 |
| 12 | CRB El Attaf                 | 0 - 0 (t.a.b CRBEA)        | CRB Bougtob            |                                                        | 16/03/98 à 14 h00                              | à El Attaf                                  |
| 13 | CRB Mecheria                 | 2 - 0 a.p                  | CC Sig                 |                                                        | 16/03/98 à 14 h00                              | à Mecheria                                  |
| 14 | CRB Naama                    | 2 - 3                      | JS Kabylie             | Derbel 58e, Benyahia 63e /Ait Tahar 12e 40e 52e        | 16/03/98 à 14 h00                              | Stade du 5 juillet, Naâma                   |
| 15 | MB Bouira                    | 1 - 0                      | ASM Oran               |                                                        | 16/03/98 à 14 h00                              | à Bouira                                    |
| 16 | MC Khemis El Khechna         | 1 - 0                      | AS Aïn M'lila          |                                                        | 16/03/98 à 14 h00                              | à Khemis El Khenchna                        |
| 17 | MC El Eulma                  | 3 - 0                      | RC Relizane            | ghaouthi 3e 61e 65e .                                  | 16/3/98 a 14h 00                               | a el eulma                                  |
| 18 | IRB Hadj Bahouss (El Bayadh) | 0 - 1                      | HAMR Annaba            |                                                        | 16/3/98 a 14 h 00                              | a el bayadh                                 |
| 19 | WA Constantine               | 0 - 5                      | USM Alger              | manga 36e 48e .djehnine 44e .ham                       | 16/3/98 a 13 h 00.                             | stade benabdelmalek ramdhane de constantine |
| 20 | IRM Béchar                   | 2 - 1                      | ASC Bordj Bou Arreridj |                                                        | 16/3/98 a 14 h 00                              | stade ennassr de béchar                     |
| 21 | MB Rouissat                  | 0 - 4                      | USM El Harrach         |                                                        | 16/3/98 a 15 h 00                              | a ourgla                                    |
| 22 | AS Maghnia                   | 2 - 1                      | USM Sétif              | dari 75e guettaya 90e (pen.) /bouziri 87e              | 16/3/98 à 14 h 00.                             | stade freres nouali de maghnia .            |
| 23 | NB Bou Ismaïl (D3)           | 0 - 2                      | USM Blida (D1)         |                                                        | 16/3/98 a 14h 00                               | a bousmail                                  |
| 24 | E Collo                      | 0 - 0 a.p (t.a.b -E.C)     | JSM Bejaia             | /                                                      | 16/3/98 à 14h 00                               | stade ben djamaa amar de collo              |
| 25 | ESM Koléa                    | 0 - 1 a.p                  | MB Tlidjène            |                                                        | 16/3/98 a 14h 00.                              | a kolea                                     |
| 26 | JS Jijel                     | 1 - 0                      | NA Hussein Dey         |                                                        | 16/3/98 à 14 h 00                              | stade colonel amirouche de djidjel .        |
| 27 | MC Oran                      | 2 - 1                      | ES Sétif               | benhamou 29e meziane mourad 40e /madoui 7e             | vendredi 27 mars 1998 a 14h 30*match retard    | stade chahid ahmed zabana de wahran.        |
| 28 | CRB El Amria                 | Forfait NRBG               | NRB Gourey             | -                                                      | 16/3/98 a 14 h 00                              | stade chahid godmene bouameur de el amria . |
| 29 | NRB Touggourt                | 2 - 1                      | CA Batna               |                                                        | 16/3/98 à 14 h 00.                             | a touggourt                                 |
| 30 | CS Constantine               | 0 - 0 a.p (t.ab 1 - 4)     | WA Tlemcen             | /                                                      | vendredi 27 mars 1998 à 14 h 30 * match retard | stade chahid hamlaoui de constantine        |
| 31 | MC Mekhadma                  | 0 - 2                      | IRB El Hadjar          |                                                        | 16/3/98 à 13 h 00                              | stade opow de ouargla                       |
| 32 | AS Bordj Ghedir              | 0 - 0 a.p (t.a.b pour WAM) | WA Mostaganem          | /                                                      | 16/3/98 à 14 h 00                              | à M'Sila                                    |

## Seizièmes de finale
Les matchs des seizièmes de finale se sont joués le jeudi 26 mars 1998. 
| #  | Club 1             | Résultat                | Club 2               | Buteurs                                                                | Date                 | Stade                                                                     |
| -- | ------------------ | ----------------------- | -------------------- | ---------------------------------------------------------------------- | -------------------- | ------------------------------------------------------------------------- |
| 1  | USM Ain Beida      | 1 - 0                   | US Chaouia           | Kharchache 68e                                                         | 26 mars 1998 à 14h00 | Stade 24 avril (Ain El Beidha)                                            |
| 2  | WB Saoula          | 0 - 2                   | JSM Tiaret           | Meftahi 25. Hamou 72.                                                  | 26 mars 1998 à 14h00 | stade communal de esshaoula                                               |
| 3  | CS Souk Naamane    | 1 - 1 a.p (t.a.b 3 - 1) | USM Khenchela        | zoghmar 16 /hakes 20                                                   | 26/3/98 a 14 h 00    | stade communal de souk Naamane (Oum El Bouaghi)                           |
| 4  | ES Mostaganem      | 0 - 0 a.p (t.a.b 1 - 4) | MO Constantine       | /                                                                      | 26/3/98 à 14h 00     | stade opow de mostaganem                                                  |
| 5  | IRB Laghouat       | 1 - 1 a.p (t.a.b 8 - 7) | Hydra AC             | Hamdi 5e / Abboud 65e                                                  | 26/3/98 à 14 h 00    | stade opow de laghouat                                                    |
| 6  | CRB El Attaf       | 0 - 1                   | USM Annaba           | fellahi 79e                                                            | 26/3/98 à 13 h 00.   | stade communal d' el attaf                                                |
| 7  | CRB Mecheria       | 2 - 1                   | JS Kabylie           | .../ ait tahar                                                         | 26/3/98 à 14 h 00    | stade 24 avril de mecheria                                                |
| 8  | MB Bouira          | 1 - 1 a.p (t.a.b 2 - 4) | MC Khemis El Khechna | saidi 9e (pen.) /mouhmou 74e.                                          | 26/3/98 a 14h 00     | stade said bourouba de bouira                                             |
| 9  | Hamra Annaba       | 3 - 0                   | MC El Eulma          | ramdhani 15e .benyaagoub 20e . khouatmia 72e                           | 26/3/98 à 14h 00     | stade d'Annaba.                                                           |
| 10 | IRM Béchar         | 0 - 2                   | USM Alger            | hamdoud 30e meftah 83e.                                                | 26/3/98 à 14 h 00.   | stade 20 aout 55 de bechar                                                |
| 11 | AS Maghnia         | 2 - 4 a.p               | USM El Harrach       | dari 66e 88e /boutaleb 39e .lounici khaled 50e 115e .yahia hicham 103e | 26/3/98 à 14h 00     | stade communal;freres nouali de maghnia                                   |
| 12 | Entente Collo      | 0 - 0 a.p (t.a.b 4 - 3) | USM Blida            | /                                                                      | 26/3/98 a 14h 00     | stade communal ben djamaa amar de collo                                   |
| 13 | JS Jijel           | 0 - 0 a.p (t.a.b 4 - 5) | MB Tlidjène          | /                                                                      | 26/3/98 à 13 h 00    | stade communal colonel amirouche de djidjel .                             |
| 14 | IRB El Hadjar      | 1 - 0                   | WA Mostaganem        | zitouni 55e                                                            | 26/3/98 a 13 h 00    | stade communal d' elhadjar .                                              |
| 15 | CRB El Amria (d3)  | 0 - 1                   | MC Oran (d1)         | osmane abdellatif 29e                                                  | 10/4/98 à 14h 30     | stade munucipal d' el amria ;chahid godmene bouameur (w ; ain témouchent) |
| 16 | NRB Touggourt (d3) | 0 - 2                   | WA Tlemcen (d1)      | aidara 32e .brahimi 71e.                                               | 10/4/98 à 14h 30     | stade communal de touggourt .                                             |

## Huitièmes de finale
Les matchs des huitièmes de finale se sont joués le lundi 13 avril 1998 à14 h 30.
| # | Club 1         | Résultat  | Club 2               | Buteurs                                                       | Date     | Stade                              |
| - | -------------- | --------- | -------------------- | ------------------------------------------------------------- | -------- | ---------------------------------- |
| 1 | IRB El Hadjar  | 0 - 1     | WA Tlemcen           | Dahleb 90e (pen.)                                             |          | Stade d'El Hadjar                  |
| 2 | MO Constantine | 2 - 0     | USM Alger            | Berrahou 4 4e, Soultani 75e (pen.)                            |          | Stade Chahid Hamlaoui, Constantine |
| 3 | USM Annaba     | 1 - 0     | USM El Harrach       | Zouali 24e                                                    | a 15h 00 | Stade du 19 mai 1956, Annaba       |
| 4 | Hamra Annaba   | 0 - 1     | MC Oran              | Rahou 86e                                                     | a 13h 00 | Stade du 19 mai 1956, Annaba       |
| 5 | IRB Laghouat   | 1 - 0     | E Collo              | Rouighi 20e                                                   |          | Stade de Laghouat                  |
| 6 | USM Aïn Beïda  | 3 - 2     | MC Khemis El Khechna | Kherchache 37e, Fodhili 71e 77e / Doghmani 26e, Saifi 80e     |          | a ain beida                        |
| 7 | JSM Tiaret     | 3 - 1     | CS Souk Naamane      | Ben Miza 43e 65e, Rezouki 90e / Souki 71e                     |          | a Souk Naamane (Oum El Bouaghi)    |
| 8 | MB Tlidjen     | 3 - 2 a.p | CRB Mecheria         | Maalem 20e, Djarech 54e, Terssol 105e / Sayeh 34e Senouci 46e |          | a thlydjen                         |

## Quarts de finale
Les matchs des quarts de finale se sont joués les 27 avril  (aller) et 4 mai 1998 (retour).  
| # | Club 1         | Score | Club 2         | Buteurs                                                                      | buteurs                    |
| - | -------------- | ----- | -------------- | ---------------------------------------------------------------------------- | -------------------------- |
| 1 | IRB Laghouat   | 0 - 2 | USM Annaba     | Fellahi 2e, Saifi 75e                                                        | Stade d'Ourgla             |
| 1 | USM Annaba     | 1 - 0 | IRB Laghouat   | Bentissa 25                                                                  | Stade d'Annaba             |
| 2 | USM Ain Beida  | 4 - 3 | JSM Tiaret     | Amiar 60e 65e, Khercheche 78e, Hamzaoui 97e / Benzineb 46e 56e, Benyezzi 48e | Stade d'Ain Beïda          |
| 2 | JSM Tiaret     | 2 - 2 | USM Ain Beida  | Bouzekri 45e, Benyezzi 90e / Fodil 68e, Kherkheche 83e                       | Stade de Tiaret            |
| 3 | MB Tlidjen     | 1 - 2 | MC Oran        | Bourouba 40 / Boukessassa 5e 45e                                             | Stade de Tébessa           |
| 3 | MC Oran        | 2 - 0 | MB Tlidjen     | Kada 27e, Meziane Mourad 42e                                                 | Stade Ahmed Zabana (Oran)  |
| 4 | MO Constantine | 2 - 1 | WA Tlemcen     | Bendida 9e, Berrahou 71e / Bettedj 90e                                       | Stade Constantine          |
| 4 | WA Tlemcen     | 1 - 0 | MO Constantine | Cheikh Tal 3e                                                                | Stade Akid Lotfi (Tlemcen) |

## Demi-finales
Les matchs des demi-finales se sont joués les 18 mai (aller) et 1er juin 1998.(retour). 
| # | Club 1        | aller | Club 2        | Buteurs                                                                                  | Stade       |
| - | ------------- | ----- | ------------- | ---------------------------------------------------------------------------------------- | ----------- |
| 1 | USM Annaba    | 1 - 3 | WA Tlemcen    | Kebbadji 7e / Djalti 21e .brahimi 32e .dahleb ali 35e.                                   | à Annaba    |
| 1 | WA Tlemcen    | 6 - 0 | USM Annaba    | Brahimi 44e, Aissa Aidara 47e, Hadjili 69e, Dahleb 76e, Kherbouche 85e, Farès Laouni 90e | à Tlemcen   |
| 2 | MC Oran       | 3 - 0 | USM Aïn Beïda | Boukessassa 3e 40e. Rahou Slimane 90e.                                                   | à Oran      |
| 2 | USM Aïn Beïda | 2 - 1 | MC Oran       | Harnene 41e. Amiar 62e / Meziane Mourad 6e.                                              | à Aïn Beïda |

## Finale
La finale a eu lieu au Stade 5 juillet 1962 à Alger, le jeudi 25 juin 1998.  

### Feuille du match
| Entraîneur :      |
| Abdelkader Amrani |

| Entraîneur :                                            |
| Habib Benmimoun Directeur Technique : Said Hadj Mansour |

| Entraîneur :      |
| Abdelkader Amrani |

| Entraîneur :                                            |
| Habib Benmimoun Directeur Technique : Said Hadj Mansour |

| |  |
| \| Coupe d'Algérie de Football Vainqueur 1998 \| \| ------------------------------------------ \| \| WA Tlemcen 1re titre \| |  |
| Coupe d'Algérie de Football Vainqueur 1998                                                                                   |  |
| WA Tlemcen 1re titre |  |

### Buteurs
1er- Dahleb Ali (WATlemcen) 5 buts . 2e- Boukassassa Kouider (MCOran) 4 buts . 3e- Ait Tahar (JSKabylie)  4 buts.